# 青少年旅行村
青少年旅行村（せいしょうねんりょこうむら）は、青少年の健全な旅行の推進をはかり、あわせて過疎地域の振興に資する観光レクリエーション施設。
旧運輸省の補助制度により、昭和45年度から50年度にかけて全国80ヶ所で各市町村によって整備された。
自然の中で健全なレクリエーション活動を楽しむことのできるように、キャンプ場、広場、遊歩道、中央管理棟などが整備されている。

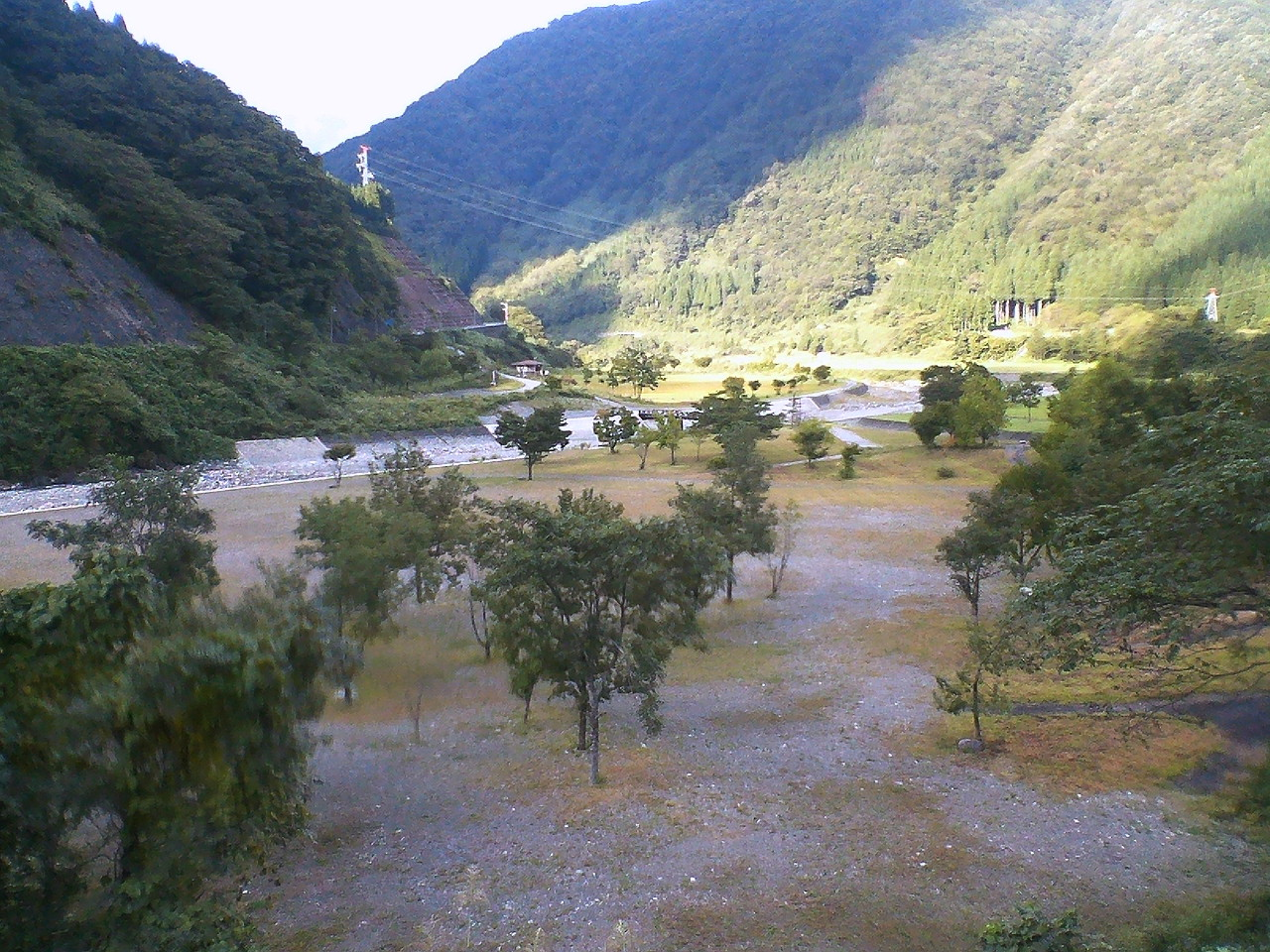
麻那姫青少年旅行村（福井県大野市）
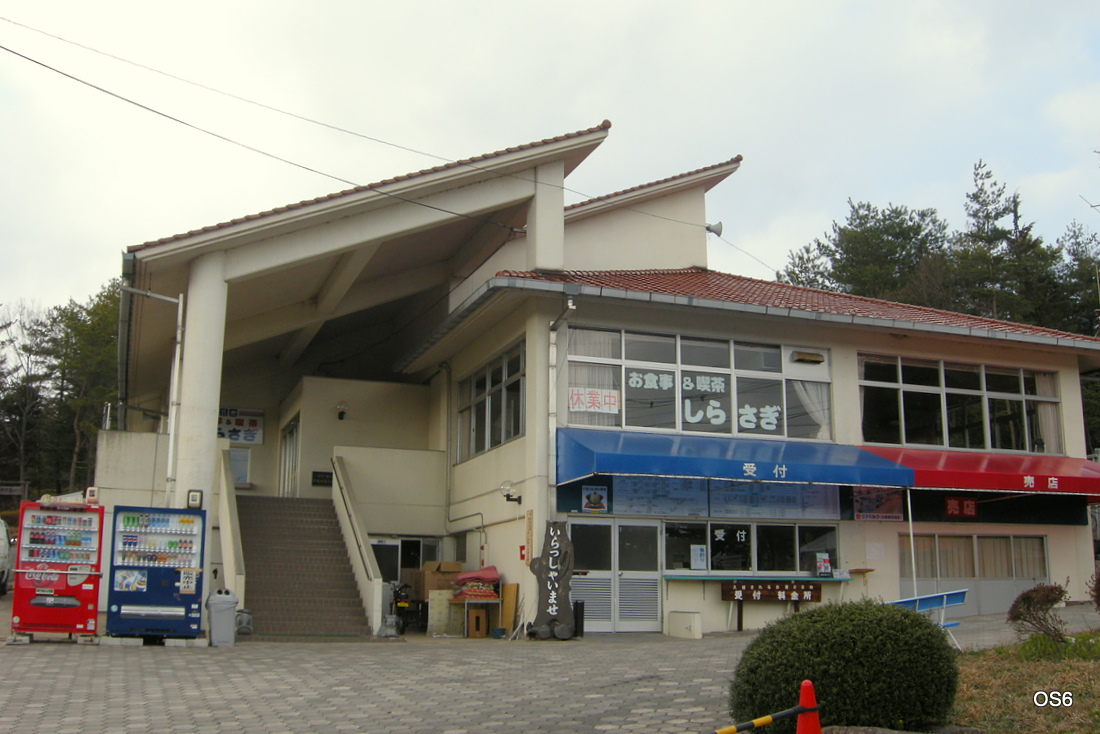
せらにし青少年旅行村（広島県世羅町）